# Вельє (присілок)
Вельє (рос. Велье) — присілок Бокситогорського району Ленінградської області Росії. Входить до складу Самойловського сільського поселення.
Населення — 9 осіб (2003 рік).